# 大阪府道189号道明寺停車場線
大阪府道189号道明寺停車場線（おおさかふどう189ごう どうみょうじていしゃじょうせん）は、大阪府藤井寺市を通る一般府道である。

## 概要
藤井寺市道明寺2丁目から藤井寺市道明寺1丁目に至る。

### 路線データ
- 起点：大阪府藤井寺市道明寺2丁目（近鉄道明寺線・近鉄南大阪線 道明寺駅前）
- 終点：大阪府藤井寺市道明寺1丁目（道明寺交差点、国道170号交点）

## 地理

### 通過する自治体
- 大阪府
  - 藤井寺市

### 交差する道路
| 交差する道路                                  | 交差する場所 | 交差する場所        |
| --------------------------------------------- | ------------ | ------------------- |
| 国道170号 大阪府道20号枚方富田林泉佐野線 重複 | 道明寺1丁目  | 道明寺交差点 / 終点 |

### 沿線
- 近鉄道明寺線・近鉄南大阪線 道明寺駅
- 市立藤井寺市民病院
- 藤井寺市立道明寺南小学校
- 道明寺天満宮
- 道明寺